# IC 2027
IC 2027 је елиптична галаксија у сазвјежђу Персеј која се налази на листи објеката дубоког неба у Индекс каталогу.
Деклинација објекта је + 37° 6' 57" а ректасцензија 4h 6m 39,6s. Привидна величина (магнитуда) објекта IC 2027 износи 14,2 а фотографска магнитуда 15,2. IC 2027 је још познат и под ознакама UGC 2957, MCG 6-9-19, PGC 14473.